# Giro del Friül femení
El Giro del Friül femení (en italià: Giro del Friuli femminile) va ser una cursa ciclista femenina italiana, d'un sol dia, que es disputava anualment a la regió del Friül - Venècia Júlia. Es va organitzar de 1987 a 2009.

## Palmarès
| Any  | Vencedora              | Segona                 | Tercera                 |
| ---- | ---------------------- | ---------------------- | ----------------------- |
| 1987 | Maria Canins           |                        |                         |
| 1988 | Maria Paola Turcutto   |                        |                         |
| 1989 | Maria Canins           |                        |                         |
| 1990 | Roberta Bonanomi       |                        |                         |
| 1991 | Daniela Curlo          |                        |                         |
| 1992 | Alessandra Cappellotto |                        |                         |
| 1993 | Fabiana Luperini       | Alessandra Cappellotto | Maria Paola Turcutto    |
| 1994 | Michela Fanini         | Luisa Pegoraro         | Cinzia Faccin           |
| 1995 | Nada Cristofoli        | Valeria Cappellotto    | Sigrid Corneo           |
| 1996 | Imelda Chiappa         | Nada Cristofoli        | Cinzia Faccin           |
| 1997 | Edita Pučinskaitė      | Roberta Bonanomi       | Tatiana Stiajkina       |
| 1998 | Gabriella Pregnolato   | Zinaïda Stahúrskaia    | Antonella Bellutti      |
| 1999 | Pia Sundstedt          | Gabriella Pregnolato   | Lucia Pizzolotto        |
| 2000 | Zinaïda Stahúrskaia    | Simona Parente         | Katia Longhin           |
| 2001 | Arenda Grimberg        | Zinaïda Stahúrskaia    | Lara Ruthven            |
| 2002 | Zinaïda Stahúrskaia    | Rosalisa Lapomarda     | Jolanta Polikeviciute   |
| 2003 | Zinaïda Stahúrskaia    | Edita Pučinskaitė      | Oenone Wood             |
| 2004 | Nicole Brändli         | Valentina Polkhanova   | Svetlana Bubnenkova     |
| 2005 | Giorgia Bronzini       | Monia Baccaille        | Katia Longhin           |
| 2006 | Fabiana Luperini       | Olga Sliússareva       | Karin Aune              |
| 2007 | Martina Corazza        | Giorgia Bronzini       | Mette Fischer Andreasen |
| 2008 | No disputat            |                        |                         |
| 2009 | Tatiana Guderzo        | Ruth Corset            | Fabiana Luperini        |